# درواس التبت
دِرْواس التبت (الجمع: دَرَاوِس التبت) (بالإنجليزية: Tibetan Mastiff) كلب ضخم جدًا كثيف الشعر من سلالة قديمة تنتمي إلى هضبة التبت، وهو من الكلاب المحلية التي تعيش في التبت والصين والنيبال والهند. يعرف أيضًا باسم أسد الكلاب نظرًا لحجمه الهائل وقوته، ويعيش في المناطق الباردة بسهولة أيضًأ. يُستخدم درواس التبت للحراسة وهو من أفضل كلاب الحراسة في العالم ويُستخدم في الصيد ورعي الأغنام والأبقار في إقليم التبت أيضًا. إن درواس التبت من أكثر الكلاب تشابهًا مع الكلب الراعي القوقازي في الحجم والطول وكثرة الشعر. درواس التبت أضخم كلب في العالم حيث يصل وزنه إلى 99 كيلو جرام ويتراوح طوله من 61 إلى 71 سم وهو أغلى كلب في العالم.

## القوة
تمتاز دراوس التبت بالحجم الكبير والقوة الكبيرة حيث أن قوته أكبر من قوة كلاب بيتبول.
يمتلك درواس التبت التبتي شعراً كثيفاً وقامة طويلة بينما البيتبول أقصر من درواس التبت.

## الشخصية
درواس التبت كلاب ذكية وعنيدة، لكنها حساسة لغضب الإنسان، سوف ينزعجون إذا صرخت في وجه أطفالك أو تشاجرت مع زوجتك. سوف ينبح درواس التبت في حاله تركه بمفرده لمدة طويلة لذلك لا تتركه في خارج المنزل ليلاً. يحتاج الكلب إلى التدريب المبكر ويجب أن يستمر طوال حياته وإلا سيتحول إلى سلوكيات عدوانية تجاه الكلاب والأشخاص الغرباء. يعد كلباً غير مناسب للملاك الغير متمرسين، حيث يحتاج هذا الكلب إلى مدرب محترف وبشرط أن يكون صارماً وحازماً.

## معرض صور

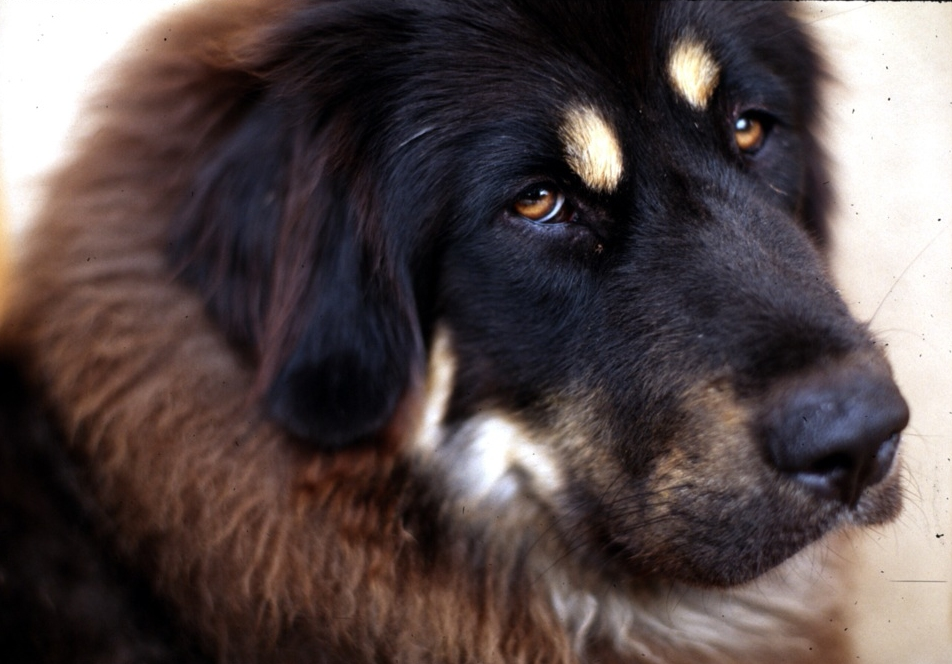
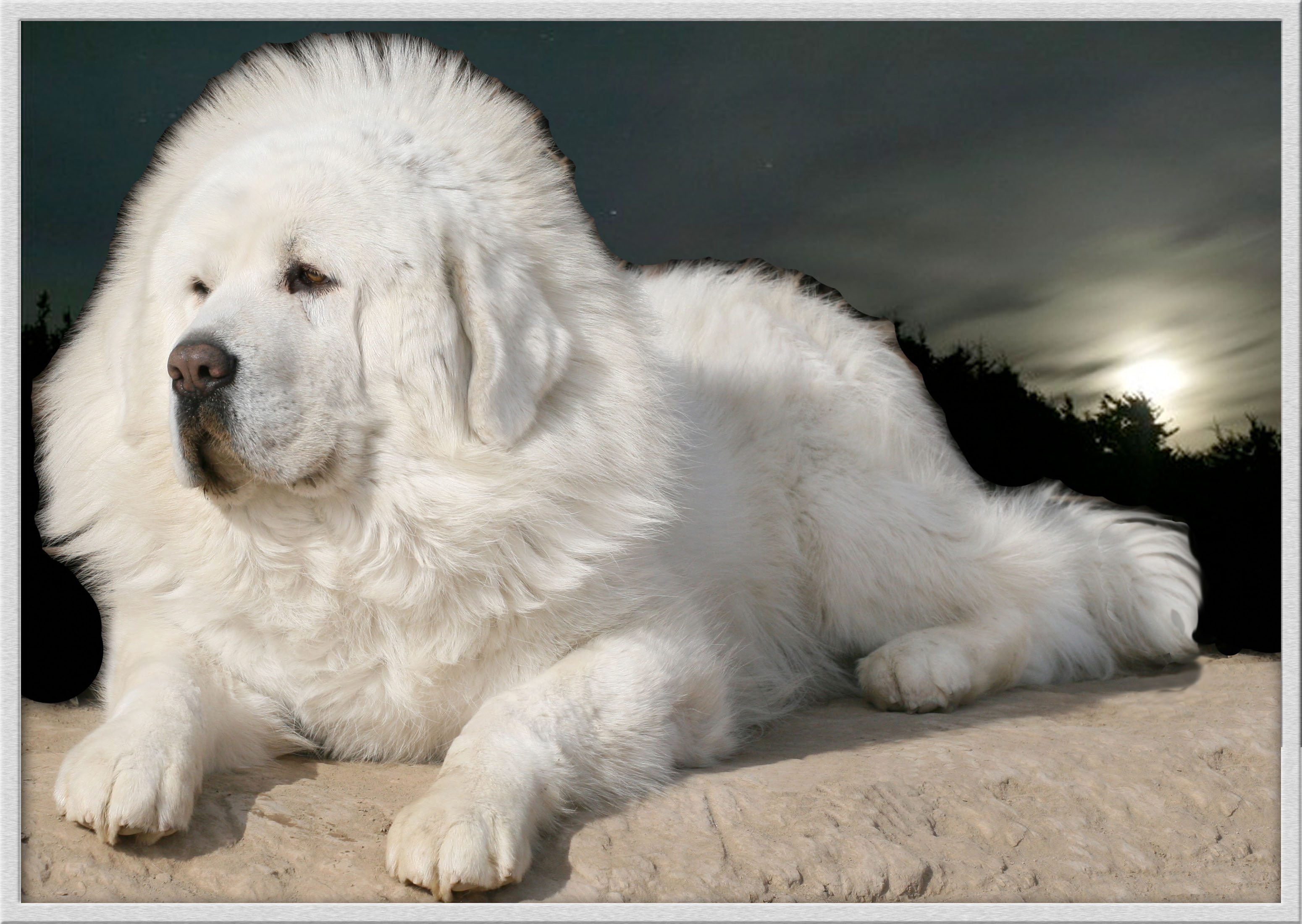
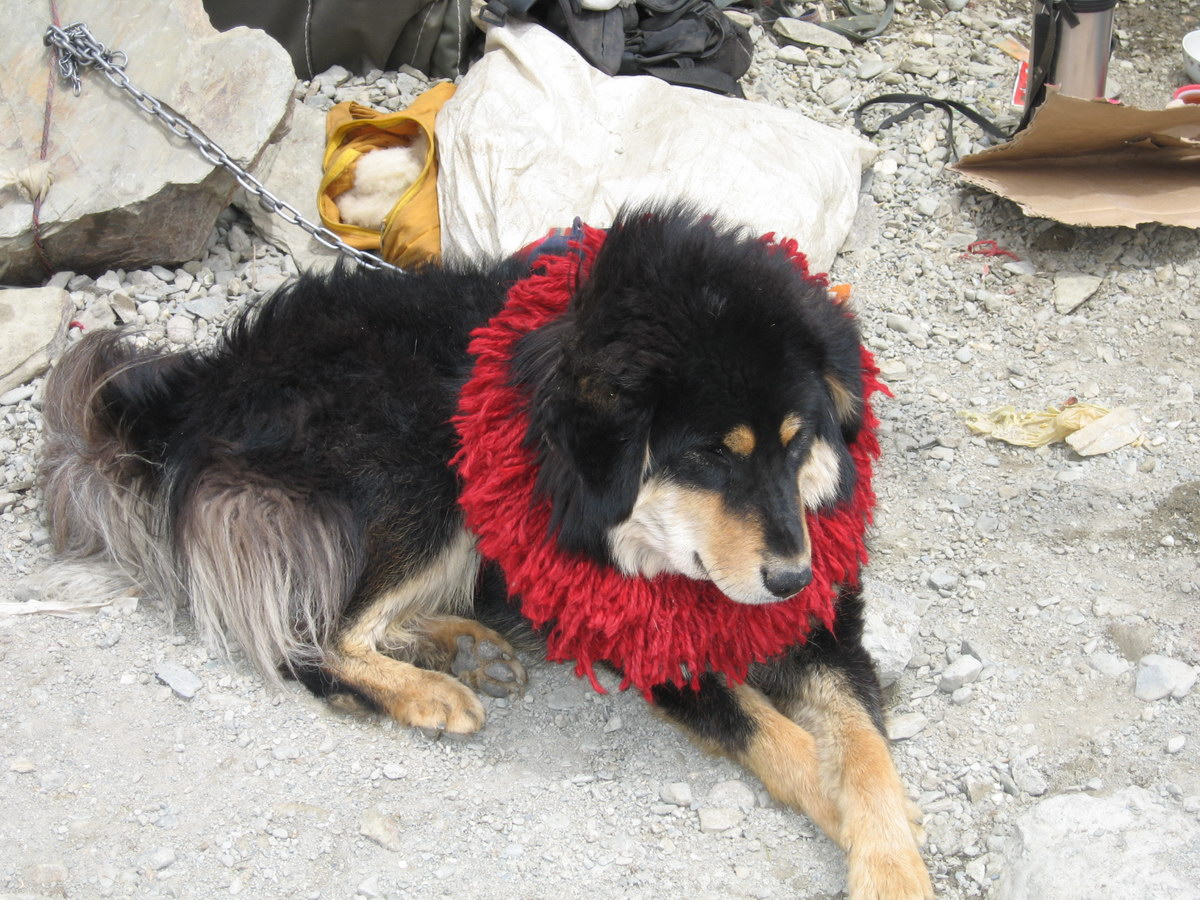